# Dorotea von Medem
Dorotea von Medem (Mežotne 3 de febrero de 1761 - Löbichau, 20 de agosto de 1821) fue una noble lituana, última duquesa de Curlandia y Semigalia al casarse con el duque Peter von Biron.
Hermana por parte de padre de la poetisa Elisa von der Recke, su padre Johann Friedrich von Medem, de la vieja nobleza de Curlandia, era general de la Imperio ruso, y a partir de 1779 Reichsgraf del Sacro Imperio Romano.
El 6 de noviembre de 1779, con dieciocho años, Dorotea se convirtió en la tercera esposa del duque Peter von Biron de 55 años, hijo del famoso Ernst Johann von Biron. La pareja tuvo seis hijos, dos de los cuales murieron en la infancia. Los cuatro hijos supervivientes eran mujeres; la más joven, Dorotea, probablemente fue ilegítima, aunque fue reconocida por el duque. 
Su marido estaba ocupado por las dificultades políticas del país y la enviaba en misiones diplomáticas frecuentemente a Varsovia, Berlín o San Petersburgo. Durante estas largas ausencias, Dorotea, estuvo separada de su marido y se cree que tuvo numerosos amoríos con otros hombres, incluyendo Gustaf Mauritz Armfelt, Talleyrand, y el noble polaco Alexander Batowski, supuesto padre de su última hija, nacida el 1793.

## Descendencia
Tuvieron seis hijos, dos de los cuales murieron en la infancia. Los otros cuatro fueron:
1. Princesa Guillermina, Duquesa de Sagan; a la muerte de Peter, fue quien heredó el ducado de Sagan en Silesia y el Señorío de Náchod en Bohemia.
2. Princesa Paulina (Mitau, 19 de febrero de 1782 - Viena, 8 de enero de 1845); contrajo matrimonio con el Príncipe Federico Hermann, Príncipe de Hohenzollern-Hechingen; a la muerte de Peter, heredó el Prager Palais, el Señorío de Hohlstein y Nettkow, y a la muerte de Guillermina también heredó el ducado de Sagan en Silesia y el Señorío (Herrschaft) de Náchod en Bohemia.
3. Princesa Juana Catalina (Würzau, 24 de junio de 1783 - Löbichau, 11 de abril de 1876); desposó con Francisco Ravaschieri Fieschi Squarciafico Pinelli Pignatelli y Aymerich, Duque de Acerenza. En 1806, heredó el Palacio Curlandia en Praga y a la muerte de su madre heredó el Señorío de Löbichau en Altenburgischen. Murió sin descendencia.
4. Princesa Dorotea, casada con Edmundo de Talleyrand-Périgord, II duque de Talleyrand y I duque de Dino en Calabria. Un noble polaco, el conde Alejandro Batowski, era su supuesto padre biológico pero el duque Peter de Curlandia la reconoció oficialmente hija suya. A la muerte de Peter heredó el Palacio Curlandia en Berlín y el Señorío de Deutsch Wartenberg; a la muerte de su hermana Paulina en 1845 también heredó el Ducado de Sagan.